# Palefroi

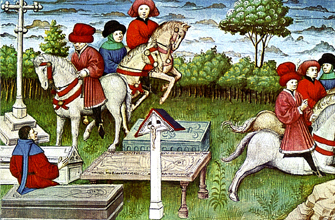
Une peinture du Moyen Âge montrant des palefrois

Le palefroi est, durant le Moyen Âge, un type de cheval de grande valeur utilisé pour la selle, par opposition au destrier, monture de guerre. Il ne s'agit pas d'une race. C'est un cheval de marche utilisé par le chevalier ou par la dame pour se déplacer.

## Étymologie
Le substantif masculin palefroi est issu du latin tardif paraverēdus, composé de para (« qui se tient auprès de », « à côté ») et veredus, « cheval de voyage », proprement « cheval de renfort », qui signifie « cheval de poste » ou « cheval de courrier ». Attesté dans le Code théodosien, paraveredus s'est peut-être formé dans le nord des Balkans, région de contact entre latin et grec. Paraveredu aurait donné  *palavredu par dissimilation (r-r → l-r) et amuïssement de la 2e prétonique interne (ver → vr) ; puis *palavredu aurait donné le latin médiéval parafridus, attesté en 897. L'étymon bas latin veredus est lui-même un emprunt au celtique (gaulois) *uo-reido- avec préfixe uo- « sous » (forme évoluée de *upo-) et un second terme tiré du thème verbal *reid- « voyager ».
Le mot palefroi est issu du même étymon que l'allemand Pferd « cheval », terme générique. Un palefroi se dit dans cette langue Zelter, qui signifie littéralement « ambleur » et est issu, tout comme l'ancien norrois (cf. l'islandais tölt), du proto-germanique.

## Élevage
Le terme « palefroi » se rapporte généralement à un cheval de prestige très coûteux utilisé pour l'équitation de loisir et de parade au cours du Moyen Âge, son prix étant parfois équivalent à celui de la monture des chevaliers, le destrier. Il était populaire chez les nobles, pour des activités telles que la chasse à courre et les cérémonies.

## Allures
La caractéristique la plus importante d'un palefroi est son aptitude à se déplacer à l'amble plutôt qu'au trot. L'amble est une allure à deux temps où le cheval déplace son membre antérieur et son membre postérieur du même côté en même temps, plus lente que le galop. Le trot est une allure relativement rapide, à deux temps, qui couvre beaucoup de terrain. Toutefois, l'allure n'est pas confortable. L'amble est à peu près aussi rapide que le trot, peu fatigant pour un cheval qui l'effectue naturellement, et beaucoup plus confortable pour le cavalier. Ainsi, pour les transports terrestres au Moyen Âge, un cheval capable d'aller l'amble sur de longues distances était très demandé.
Peu à peu, les chevaux ambleurs furent remplacés par des trotteurs et sont donc rares en Europe. La première raison est que le voyage en attelage est devenu plus commun, et les races de chevaux trotteurs sont généralement plus grandes et plus fortes, plus aptes à l'attelage. Une autre raison est l'engouement pour le pur-sang et les autres races de chevaux de course, demandées par la cavalerie dans l'armée, qui exigeait des chevaux capables de galoper sur de longues périodes. 
Les chevaux capables d'aller l'amble sont principalement élevés dans les Amériques, comme le Missouri Fox Trotter, Tennessee Walker, le cheval islandais et un sous-groupe au sein de la race du Saddlebred. Le Paso Fino et le Paso péruvien d'Amérique latine sont capables d'effectuer deux ou trois ambles différents en variant la vitesse, et sont probablement les plus proches descendants modernes du palefroi.
Les seuls ambleurs européens actuels, et probablement ayant les plus anciennes origines, sont les  poneys Crétois et Haute Elide (ou Peneia), qui toisent de 1,35 m à 1,45 m en moyenne. Une frise datée de 2000 av. J.-C. en Crête, et un quadrige à Olympie décrivent des chevaux leur ressemblant beaucoup.